# Provisional IRA South Armagh Brigade
Die South Armagh Brigade war eine Brigade innerhalb der Provisional Irish Republican Army, die während des Nordirlandkonfliktes vor allem im Süden der Grafschaft Armagh operierte und als eine der berüchtigtsten IRA-Einheiten galt. Die Brigade konnte – gestützt auf einen außergewöhnlich hohen Rückhalt in der fast ausschließlich katholisch-nationalistischen Bevölkerung – mit weitaus größeren Freiheiten als IRA-Einheiten in anderen Teilen Nordirlands agieren. Die britische Armee mied im Süden Armaghs den Landweg, operierte überwiegend mit Hubschraubern und versuchte, das Gebiet von mehreren Wachtürmen aus zu kontrollieren.
Zwischen 1970 und 1997 war die Brigade für den Tod von 165 Mitgliedern der britischen Sicherheitskräfte verantwortlich (123 britischen Soldaten und 42 Polizisten der RUC). Während des Konflikts starben des Weiteren 75 Zivilisten gewaltsam in diesem Gebiet. Im gleichen Zeitraum wurden 10 IRA-Mitglieder der South Armagh Brigade getötet (4 wurden bei vorzeitigen Explosionen ihrer eigenen Bomben getötet und weitere 6 durch britische Sicherheitskräfte). Ein weiteres Mitglied starb außerdem als Gefangener im Hungerstreik. Insgesamt registrierte die RUC während des Konflikts in einem Radius von 16 km rund um das geografische Zentrum South Armaghs 1.255 Bomben und 1.158 Schießereien.

## South Armagh
Das Gebiet, das als South Armagh bezeichnet wird, ist ungefähr 500 km2 groß und hat ca. 30.000 Einwohner. Die mit einigem Abstand größten Ortschaften des ländlich geprägten South Armaghs sind die Dörfer Bessbrook und Keady mit jeweils ca. 3.000 Einwohnern, gefolgt von Crossmaglen mit ca. 1.500. Dominiert wird die hügelige Landschaft vom Ring of Gullion mit dem erloschenen Vulkan Slieve Gullion als höchste Erhebung. Begrenzt wird es im Osten von der Autobahn A1 (Belfast-Dublin), dem Newry River sowie der inneririschen Grenze. Im Süden und Westen grenzt es ebenfalls an die inneririschen Grenze. Im Norden wird es durch eine waagerechte imaginäre Ost-West-Linie, die durch die Orte Mountnorris und Keady führt, begrenzt. Somit ist das südliche Armagh auf drei Seiten von der inneririschen Grenze umgeben. Die Bevölkerung ist überwiegend katholisch-nationalistisch. Besonders südlich der Landstraße A25 leben fast ausschließlich Katholiken. Nur im Norden South Armaghs, vor allem in Bessbrook, Newtownhamilton und Keady, lebt eine beträchtliche Anzahl an Protestanten.
Der Verlauf der inneririschen Grenze war im Anglo-Irischen Vertrag von 1921 festgelegt worden. Die Grenzziehung unterbrach die engen Beziehungen des Gebiets im äußersten Süden Armaghs um Crossmaglen zur Stadt Dundalk und den Grafschaften Louth und Monaghan. 1925 wurde ein Vorschlag der gemeinsamen Grenzkommission bekannt, ein Gebiet um Crossmaglen mit ungefähr 14.000 fast ausschließlich katholisch-nationalistischen Einwohnern dem Irischen Freistaat zuzuschlagen. Der Vorschlag blieb unverwirklicht.
In South Armagh gibt es eine lange irisch-republikanische Tradition, da viele Männer aus der Gegend während des Irischen Unabhängigkeitskrieges (1919–1921) in der Fourth Northern Division der Irish Republican Army dienten und auf der republikanischen Seite im Irischen Bürgerkrieg (1922–1923) kämpften. Außerdem nahmen Männer dieser Gegend an IRA-Kampagnen in den 1940er und 1950er Jahren teil.

## Organisation und Mitglieder
Die Brigade war in zwei Bataillone unterteilt. Das erste Bataillon operierte im Westen South Armaghs rund um die Dörfer Crossmaglen, Cullyhanna, Creggan und Culloville sowie im Nordosten Monaghans und im Nordwesten Louths. Das zweite Bataillon operierte im Osten South Armaghs rund um die Dörfer Forkhill, Dromintee und Jonesborough sowie im Nordosten Louths rund um Dundalk und vereinzelt auch im Süden der Grafschaft Down rund um die Stadt Newry. Die Brigade bestand aus ca. 40 Mitgliedern, von denen ungefähr die Hälfte in der Republik Irland lebte. Im Gegensatz zu vielen anderen IRA-Einheiten wurde die South Armagh Brigade nicht umfassend von Informanten bzw. Agenten des MI5, der British Army, RUC oder Gardaí infiltriert. 
Sie wurde in den 1970er Jahren von Thomas Murphy kommandiert, der später auch mutmaßlich ein Mitglied des IRA-Armeerates wurde, und sogar als ein ehemaliger IRA-Stabschef (Chief of Staff) gilt. Seit den frühen 1980er Jahren bis in die späten 1990er war Seán „The Surgeon“ Hughes der Kommandant der Brigade. Trotzdem blieb Murphy der einflussreichste IRA-Mann in South Armagh. Nach dem Waffenstillstand 1997 stieg Hughes ebenfalls in den IRA-Armeerat auf.
Die South Armagh Brigade steht unter dem Verdacht, nicht nur paramilitärische Aktionen durchgeführt zu haben, sondern wird ebenfalls von britischen und irischen Sicherheitskräften beschuldigt, im großen Stil Schmuggel über die innerirische Grenze sowie Geldwäsche und Subventionsbetrug zu betreiben.

## Entwicklung

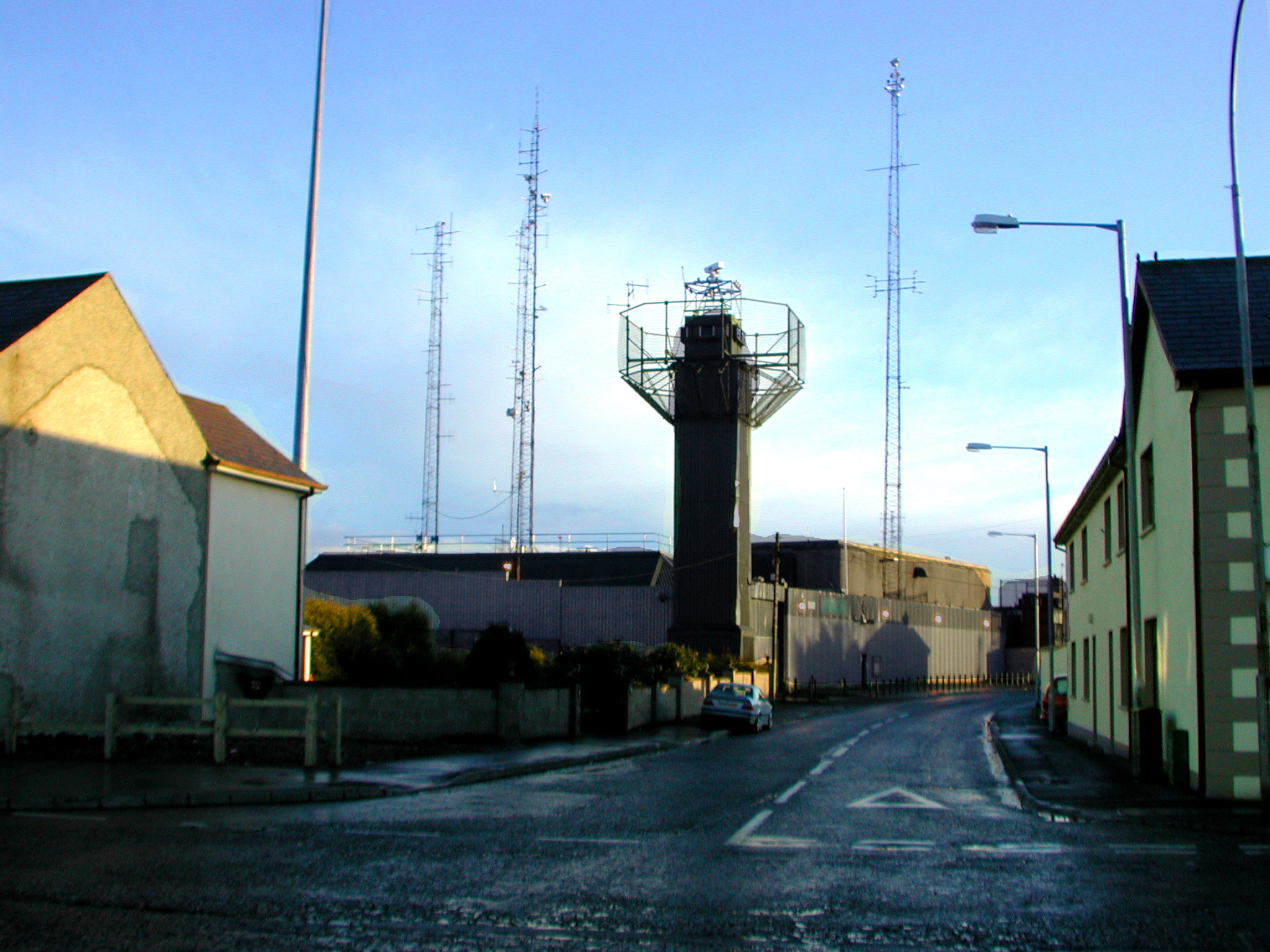
Kaserne der Polizei und Armee in Crossmaglen (April 2001)

Die ersten Todesopfer des Nordirlandkonflikts in South Armagh waren zwei Polizisten der RUC, die im August 1970 durch eine Sprengfalle getötet wurden. Der Anschlag auf die beiden in Crossmaglen stationierten Polizisten stieß vor Ort auf verbreitete Ablehnung. Im August 1971 erschoss ein britischer Soldat in Belfast einen Bauarbeiter aus South Armagh, als dessen Auto mehrere Fehlzündungen hatte. Der Tod des Bauarbeiters führte in Crossmaglen zu Unruhen und wird von Einheimischen häufig als eigentlicher Beginn der Troubles in South Armagh genannt. In den folgenden Monaten bewarben sich zahlreiche junge Männer um eine Mitgliedschaft in der IRA.
Ab Mitte der 1970er Jahre entwickelte sich der Süden Armaghs, besonders rund um die Dörfer von Crossmaglen, Cullyhanna, Forkhill, Drumintee und Jonesborough, teilweise zu einer No-go-Area für britische Soldaten und die RUC. Die South Armagh Brigade verminte dort so viele Straßen, dass es aus Sicht der britischen Militärs beinahe unmöglich wurde, sich auf dem Landweg zu bewegen. Von britischer Seite wurde dieses Gebiet deshalb auch als „Bandit Country“ bezeichnet.
Aufgrund dessen versuchte die britische Armee, die Bewegungsfreiheit der IRA in dem Gebiet massiv einzuschränken. Süd-Armagh wurde das am stärksten militarisierte Gebiet in Nordirland. Die britische Armee stationierte dort ca. 3000 Soldaten, um die RUC gegen die örtlichen IRA-Aktivisten zu unterstützen. Das gemeinsame Hauptquartier der britischen Truppen und der RUC in South Armagh war in Bessbrook. Es wurde in einer alten Leinenfabrik aus dem 19. Jahrhundert errichtet. Von dort aus wurde das Gebiet mit weiteren gemeinsam geführten festungsähnlichen Polizei-Armee-Stützpunkten in Crossmaglen, Forkhill, Keady und Newtownhamilton überwacht. Diese Stützpunkte waren noch 1971 kleine Dorfpolizeiwachen gewesen, die für Millionen von Pfund gegen Granatwerfer- und Bombenangriffe zu Mini-Festungen aufgerüstet wurden. Hinzu kam Mitte der 1980er Jahre ein System von Kameras, Bunkern und Wachtürmen in der freien Fläche, die genau wie die Stützpunkte wegen der Gefahr von Anschlägen weitgehend von Hubschraubern aus versorgt werden mussten. So wurde das Hauptquartier in Bessbrook zeitweilig eines der am stärksten frequentierten Start- und Landefelder für Helikopter in ganz Westeuropa. Diese waren jedoch ebenfalls häufig Ziele für Angriffe der South Armagh Brigade.
So war sie die bei weitem erfolgreichste IRA-Brigade im Abschuss von britischen Helikoptern während des Konflikts. Ihre Freiwilligen führten 23 Angriffe auf britische Militärhelikopter durch, bei denen sie es in den Jahren 1978, 1988 und 1994 schafften, insgesamt vier zum Absturz zu bringen. Der einzige andere erfolgreiche IRA-Angriff gegen einen Armeehelikopter gelang der East Tyrone Brigade nahe Clogher, Grafschaft Tyrone, am 11. Februar 1990. Wegen dieser Gefahr flogen die Armeehubschrauber nur in Dreier-Gruppen über South Armagh, um sich gegenseitig vor Angriffen schützen zu können.
Am 27. August 1979 verübte die Brigade den Anschlag von Warrenpoint, bei dem 18 britische Soldaten getötet wurden. Hierbei handelte es sich um den größten Verlust der British Army an Menschenleben durch einen einzelnen Anschlag während des Nordirlandkonflikts. Außerdem sollen sie den am gleichen Tag stattgefundenen Anschlag auf Louis Mountbatten, 1. Earl Mountbatten of Burma, durchgeführt haben, bei dem Mountbatten und drei weitere Personen starben, darunter auch sein 14 Jahre alter Enkel Nicholas Knatchbull.
Am Abend des 18. Februars 1985 starben neun RUC-Beamte bei einem Granatwerferangriff auf die Polizeistation von Newry. Der Anschlag wurde gemeinsam von Mitgliedern der South Armagh Brigade und des örtlichen South Down Commands geplant.
In den späten 1980er und frühen 1990er Jahren war die South Armagh Brigade, zusammen mit der East Tyrone Brigade, einer der wenigen IRA-Einheiten, die noch erfolgreich Anschläge verüben konnte. Die meisten anderen, vor allem in Belfast und Derry, waren handlungsunfähig, da sie zu viele Informanten in ihren eigenen Reihen hatten. Im Gegensatz dazu schaffte es die South Armagh Brigade in dieser Zeit sogar noch ihre Operationen zu intensivieren. Dazu gehörten die Morde von Jonesborough 1989, bei dem die beiden hochrangigsten RUC-Beamten des Nordirlandkonflikts getötet wurden.

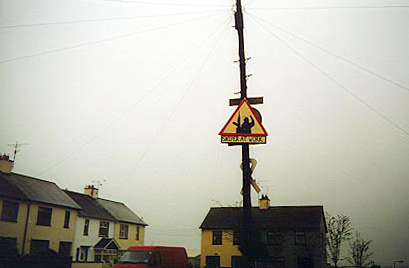
Sniper at work, Crossmaglen 1999

Die Brigade bildete zwei Einheiten von Scharfschützen, genannt South Armagh Snipers, die von 1990 bis zur Verhaftung einer dieser Einheiten im April 1997 durch die britische Spezialeinheit Special Air Service (SAS) für die Tötung von sieben Soldaten sowie zwei RUC-Beamten verantwortlich waren. Acht der neun Opfer starben zwischen dem 28. August 1992 und dem 30. Dezember 1993. Das letzte Opfer, das von Scharfschützen in South Armagh getötet wurde, war Lance Bombardier Stephen Restorick. Er wurde am 12. Februar 1997 erschossen und war der letzte gefallene britische Soldat des Nordirlandkonflikts. In diesem Zusammenhang wurden mehrere selbstgemalte, falsche Straßenschilder, welche die IRA und ihre Anhänger vor allem rund um Crossmaglen befestigten, zu Ikonen der IRA. Auf den Schildern ist über der Warnung „Sniper at work“ ein maskierter Scharfschütze zu sehen.
Die South Armagh Brigade war ebenfalls für die Anschläge von 1993 und 1996 in London sowie Manchester verantwortlich. Die Bomben wurden in South Armagh gebaut und danach mit einem Lastwagen per Fähre nach England verschifft.

## Demilitarisierung
Seit dem Waffenstillstand von 1997 sowie dem Karfreitagsabkommen ein Jahr später begann die britische Armee damit, die Militäranlagen abzubauen. Am 28. Juli 2005 erklärte die IRA den bewaffneten Kampf für beendet und entwaffnete sich komplett. In der Nacht vom 30. auf den 31. Juli 2007 beendete die britische Armee nach 38 Jahren ihren Einsatz in Nordirland. Um Mitternacht (Ortszeit) übernahm die neugebildete nordirische Polizei Police Service of Northern Ireland (PSNI), die nun auch von der irisch-republikanischen Sinn Féin anerkannt wird, wieder die alleinige Verantwortung für die Innere Sicherheit und der Großteil der Militärangehörigen wurde abgezogen.

## Popkultur
Wegen ihres hohen Bekanntheitsgrades und ihrer besonders effektiven Kampfführung gibt es mehrere verherrlichende Irish-Rebel-Lieder über die Brigade. Dazu gehören unter anderem die Lieder 18 Brits, Armagh Sniper, Auf Wiedersehen to Crossmaglen, Eamon Wright, The Fightin' men of Crossmaglen, McVerry's men, One shot Paddy, The two Brendans, Volunteer Peter Cleary, Volunteer Seamus Harvey, Volunteer Eugene Martin, Volunteer Brendan Moley and Volunteer Brendan Burns sowie  Volunteer Michael McVerry.